# 楠本研
楠本 研（くすもと けん、1965年12月25日 - ）は、大阪府出身のプロゴルファー。

## 来歴
13歳でグラブを握り、同志社大学時代は谷口徹と同期で、1984年・1987年に関西学生会長杯、1985年・1987年に関西インカレ、1986年には関西学生連盟杯 で優勝。
1987年には兵庫県オープンでベストアマを獲得したほか、1988年のデサント大阪オープンでは初日に68をマークして杉原輝雄・宮本省三に次ぐと同時に井戸木鴻樹・山本善隆と並んでの4位タイに着けた。
1988年・1990年には関西アマを制し、1990年にプロテストで合格。
1990年のデサント大阪オープンでは初日を木本挙国・杉原・山本善・金山和雄・堀内工・松井角次と共に68をマークして5位タイでスタートし、最終日も69をマークして川上実と並んでの6位タイに終わった。
1994年にはハワイパールオープンでは日本勢で佐々木久行に次ぐ4位タイ、帰国後の東建コーポレーションカップでは佐々木・小達敏昭・浜野治光と並んでの7位タイに入った。JCBクラシック仙台では2日目に通算7アンダーで首位タイになり、ゴルフダイジェストトーナメントでは初日に5アンダーで首位タイに立った。大京オープン初日にプレーの合間にも笑顔で余裕を見せ8アンダーで単独首位に立ち、3日目には8番でバーディーパットを外し悔しがるなど通算12アンダーで2位タイに着ける。最終日には最終18番で外せばシード落ちの5mのバーディーパットを決めて2位に入り、大逆転シード入りが話題になった。
1995年には千葉オープンを制すが、1996年にはグラブを握ると、原因不明の左腕の震えを発症。全国の病院を回ったが、医学的には治らないと言われ、2002年のよみうりオープンを最後にレギュラーツアーから引退。
2010年には2008年の関西オープンを勝った石川遼に刺激を受けて現役に復帰し、シニア入り。

## 主な優勝
- 1995年 - 千葉オープン